# Jean du Cros
Jean du Cros (zm. 21 listopada 1383) – francuski kardynał. Krewny papieża Grzegorza XI, od którego otrzymał nominację kardynalską.

## Życiorys
Urodził się na zamku Calimafart w diecezji Limoges. Uzyskał tytuł doktora praw i objął funkcję świeckiego przeora kościoła Vastin w archidiecezji Bourges. W 1347 został wybrany biskupem Limoges, którym pozostał aż do 30 maja 1371 roku, kiedy Grzegorz XI mianował go kardynałem prezbiterem SS. Nereo e Achilleo. Wielki penitencjariusz od 1373. 24 września 1376 mianowany biskupem diecezji suburbikarnej Palestrina. Na przełomie 1376/77 powrócił z Grzegorzem XI z Awinionu do Rzymu. W kwietniu 1378 uczestniczył w konklawe, które wybrało Urbana VI, później jednak przeszedł do opozycji wobec tego papieża. Wziął udział w wyborze antypapieża Klemensa VII i przyłączył się do jego obediencji. Na początku 1379 był legatem antypapieża we Francji, skutecznie przeciągając na jego stronę króla Francji Karola V. Zmarł w Awinionie i został pochowany w miejscowej katedrze.